# رجی جکسون (بازیکن بسکتبال، زاده ۱۹۹۰)
رجی جکسون (انگلیسی: Reggie Jackson، زاده ۱۶ آوریل ۱۹۹۰) بازیکن بسکتبال اهل ایالات متحده آمریکا است.
وی سابقه بازی در تیم‌هایی همچون اکلاهما سیتی تاندر و دیترویت پیستونز اشاره کرد.